# Adam Egede-Nissen
Adam Hjalmar Egede-Nissen (29. juni 1868 i Levanger – 4. april 1953 i Bærum) var en norsk politiker som i løbet af sin politiske karriere repræsenterede Venstre, Arbeiderpartiet og Norges Kommunistiske Parti i Stortinget. Han var også formand for NKP mellem 1934 og 1946. Som stortingsrepræsentant var han indvalgt for Vadsø.
Egede-Nissen studerede filologi fra 1886 og arbejdede samtidig indenfor postvæsenet. Han blev postmester i Vardø i 1897 og blev i 1900 formand for Venstre-foreningen samme sted. Han blev medlem af Stortinget i 1900 og repræsenterede Venstre, men skiftede i 1905 til Arbeiderpartiet. Under en rejse til Rusland i 1918 fik han kontakt med bolsjevikkerne og deltog i forberedelserne forud for stiftelsen af Komintern. Fra 1918-1923 var han hovedbestyrelsesmedlem i Arbeiderpartiet, og fra 1921 atter stortingsmedlem. Han blev i 1923 et af de stiftende medlemmer af Norges Kommunistiske Parti, som han fra 1934 til 1946 var formand for. Under 2. verdenskrig var han i eksil i først Island, senere Canada og USA, indtil han i 1944 vendte han tilbage til Finnmark, hvor han deltog i kampen mod Nazi-Tyskland.